# Earnest Stewart
Earnest Lee ("Earnie") Stewart jr. (Veghel, 28 maart 1969) is een in Nederland geboren voormalig voetballer met de Amerikaanse nationaliteit. Hij speelde 101 wedstrijden voor het Amerikaans voetbalelftal. Hij is sinds maart 2023 in dienst van PSV als technisch directeur.

## Spelersloopbaan
Stewart begon in 1988 bij VVV aan zijn carrière als betaald voetballer. Hij maakte zijn profdebuut op 25 september 1988 in de wedstrijd FC Utrecht-VVV. Na twee seizoenen bij VVV vertrok hij in 1990 naar Willem II, waar de middenvelder/aanvaller zes seizoenen zou blijven.
In 1996 vertrok hij naar NAC, waar hij zeven jaar zou blijven. Op zondag 16 februari 1997 zorgde hij tijdens het duel Sparta-NAC Breda voor twee mijlpalen. De aanvaller van de Brabantse club speelde zijn 250ste competitiewedstrijd en maakte met zijn tweede treffer het 500ste doelpunt van het seizoen 1996/97.
In 2003 vertrok hij naar Amerika, om twee jaar bij DC United te voetballen. Stewart sloot zijn actieve loopbaan af bij de club waar hij begon, VVV. Na zes wedstrijden in het seizoen 2004/2005 stopte hij na ruim 450 wedstrijden en meer dan 100 doelpunten.

### Profstatistieken
| Seizoen | Club        | Land             | Competitie          | Wed. | Goals |
| ------- | ----------- | ---------------- | ------------------- | ---- | ----- |
| 1988/89 | VVV         | Nederland        | Eredivisie          | 27   | 3     |
| 1989/90 | VVV         | Nederland        | Eerste divisie      | 35   | 12    |
| 1990/91 | Willem II   | Nederland        | Eredivisie          | 33   | 17    |
| 1991/92 | Willem II   | Nederland        | Eredivisie          | 33   | 8     |
| 1992/93 | Willem II   | Nederland        | Eredivisie          | 22   | 4     |
| 1993/94 | Willem II   | Nederland        | Eredivisie          | 32   | 7     |
| 1994/95 | Willem II   | Nederland        | Eredivisie          | 32   | 10    |
| 1995/96 | Willem II   | Nederland        | Eredivisie          | 18   | 3     |
| 1996/97 | NAC         | Nederland        | Eredivisie          | 28   | 9     |
| 1997/98 | NAC         | Nederland        | Eredivisie          | 30   | 6     |
| 1998/99 | NAC         | Nederland        | Eredivisie          | 28   | 7     |
| 1999/00 | NAC         | Nederland        | Eerste divisie      | 29   | 8     |
| 2000/01 | NAC         | Nederland        | Eredivisie          | 28   | 8     |
| 2001/02 | NAC         | Nederland        | Eredivisie          | 31   | 10    |
| 2002/03 | NAC         | Nederland        | Eredivisie          | 15   | 2     |
| 2003    | D.C. United | Verenigde Staten | Major League Soccer | 21   | 1     |
| 2004    | D.C. United | Verenigde Staten | Major League Soccer | 26   | 3     |
| 2004/05 | VVV         | Nederland        | Eerste divisie      | 6    | 1     |
| Totaal  | Totaal      | Totaal           | Totaal              | 474  | 119   |

## Verdere loopbaan
Stewart ging verder als technisch directeur bij VVV. In 2006 vertrok hij naar Breda om de functie van technisch directeur te gaan vervullen bij NAC. Na een dienstverband van vier jaar verliet de Amerikaan NAC op het moment dat er hevig bezuinigd werd om dezelfde functie te gaan vervullen bij AZ. Sinds 2015 is Stewart technisch directeur bij het Amerikaanse Philadelphia Union. In juni 2018 werd Stewart aangesteld als general manager van de Amerikaanse bond. Zijn eerste taak was het aanstellen van een nieuwe bondscoach.
Stewart speelde na zijn profloopbaan nog enige tijd in het eerste zaterdagteam van RKVV DIA in de vierde klasse.
Op 26 januari 2023 werd bekendgemaakt dat hij per 1 maart 2023 zal aantreden als technisch directeur van PSV als opvolger van John de Jong. Stewart haalde verschillende spelers binnen zoals Pepi, Tillman en Dest die hij kent van het Amerikaanse elftal.

## Interlandcarrière
Stewart kwam in totaal 101 keer uit voor het Amerikaans voetbalelftal. Hij nam deel aan drie opeenvolgende WK-eindrondes: 1994, 1998 en 2002.
| Interlands van Earnest Stewart voor Verenigde Staten | Interlands van Earnest Stewart voor Verenigde Staten | Interlands van Earnest Stewart voor Verenigde Staten | Interlands van Earnest Stewart voor Verenigde Staten | Interlands van Earnest Stewart voor Verenigde Staten | Interlands van Earnest Stewart voor Verenigde Staten |
| №                                                    | Datum                                                | Wedstrijd                                            | Uitslag                                              | Competitie                                           | Goals                                                |
| Als speler van Willem II                             | Als speler van Willem II                             | Als speler van Willem II                             | Als speler van Willem II                             | Als speler van Willem II                             | Als speler van Willem II                             |
| ---------------------------------------------------- | ---------------------------------------------------- | ---------------------------------------------------- | ---------------------------------------------------- | ---------------------------------------------------- | ---------------------------------------------------- |
| 1                                                    | 20 Dec 1990                                          | Portugal – Verenigde Staten                          | 1–0                                                  | Vriendschappelijk                                    |                                                      |
| 2                                                    | 26 Feb 1992                                          | Brazilië – Verenigde Staten                          | 3–0                                                  | Vriendschappelijk                                    |                                                      |
| 3                                                    | 11 Mar 1992                                          | Spanje – Verenigde Staten                            | 2–0                                                  | Vriendschappelijk                                    |                                                      |
| 4                                                    | 18 Mar 1992                                          | Marokko – Verenigde Staten                           | 3–1                                                  | Vriendschappelijk                                    |                                                      |
| 5                                                    | 30 May 1992                                          | Verenigde Staten – Ierland                           | 3–1                                                  | US Cup                                               |                                                      |
| 6                                                    | 03 Jun 1992                                          | Verenigde Staten – Portugal                          | 1–0                                                  | US Cup                                               |                                                      |
| 7                                                    | 06 Jun 1992                                          | Verenigde Staten – Italië                            | 1–1                                                  | US CUP                                               |                                                      |
| 8                                                    | 14 Jun 1992                                          | Verenigde Staten – Australië                         | 0–1                                                  | Vriendschappelijk                                    |                                                      |
| 9                                                    | 06 Jun 1993                                          | Verenigde Staten – Brazilië                          | 0–2                                                  | US Cup                                               |                                                      |
| 10                                                   | 09 Jun 1993                                          | Verenigde Staten – Engeland                          | 2–0                                                  | US Cup                                               |                                                      |
| 11                                                   | 13 Jun 1993                                          | Verenigde Staten – Duitsland                         | 3–4                                                  | US Cup                                               | Goal                                                 |
| 12                                                   | 31 Aug 1993                                          | IJsland – Verenigde Staten                           | 0–1                                                  | Vriendschappelijk                                    | Goal                                                 |
| 13                                                   | 13 Oct 1993                                          | Verenigde Staten – Mexico                            | 1–1                                                  | Vriendschappelijk                                    |                                                      |
| 14                                                   | 18 Dec 1993                                          | Verenigde Staten – Duitsland                         | 0–3                                                  | Vriendschappelijk                                    |                                                      |
| 15                                                   | 25 May 1994                                          | Verenigde Staten – Saoedi-Arabië                     | 0–0                                                  | Vriendschappelijk                                    |                                                      |
| 16                                                   | 28 May 1994                                          | Verenigde Staten – Griekenland                       | 1–1                                                  | Vriendschappelijk                                    |                                                      |
| 17                                                   | 18 Jun 1994                                          | Verenigde Staten – Zwitserland                       | 1–1                                                  | WK-eindronde                                         |                                                      |
| 18                                                   | 22 Jun 1994                                          | Verenigde Staten – Colombia                          | 2–1                                                  | WK-eindronde                                         | Goal                                                 |
| 19                                                   | 26 Jun 1994                                          | Verenigde Staten – Roemenië                          | 0–1                                                  | WK-eindronde                                         |                                                      |
| 20                                                   | 04 Jul 1994                                          | Verenigde Staten – Brazilië                          | 0–1                                                  | WK-eindronde                                         |                                                      |
| 21                                                   | 07 Sep 1994                                          | Engeland – Verenigde Staten                          | 2–0                                                  | Vriendschappelijk                                    |                                                      |
| 22                                                   | 25 Mar 1995                                          | Verenigde Staten – Uruguay                           | 2–2                                                  | Vriendschappelijk                                    | Goal                                                 |
| 23                                                   | 22 Apr 1995                                          | België – Verenigde Staten                            | 1–0                                                  | Vriendschappelijk                                    |                                                      |
| 24                                                   | 11 Jun 1995                                          | Verenigde Staten – Nigeria                           | 3–2                                                  | US Cup                                               |                                                      |
| 25                                                   | 08 Jul 1995                                          | Verenigde Staten – Chili                             | 2–1                                                  | Copa América                                         |                                                      |
| 26                                                   | 11 Jul 1995                                          | Verenigde Staten – Bolivia                           | 0–1                                                  | Copa América                                         |                                                      |
| 27                                                   | 14 Jul 1995                                          | Argentinië – Verenigde Staten                        | 0–3                                                  | Copa América                                         |                                                      |
| 28                                                   | 17 Jul 1995                                          | Verenigde Staten – Mexico                            | 0–0                                                  | Copa América                                         |                                                      |
| 29                                                   | 20 Jul 1995                                          | Verenigde Staten – Brazilië                          | 0–1                                                  | Copa América                                         |                                                      |
| 30                                                   | 22 Jul 1995                                          | Colombia – Verenigde Staten                          | 4–1                                                  | Copa América                                         |                                                      |
| Als speler van NAC                                   |                                                      |                                                      |                                                      |                                                      |                                                      |
| 31                                                   | 03 Nov 1996                                          | Verenigde Staten – Guatemala                         | 2–0                                                  | WK-kwalificatie                                      |                                                      |
| 32                                                   | 10 Nov 1996                                          | Verenigde Staten – Trinidad en Tobago                | 2–0                                                  | WK-kwalificatie                                      |                                                      |
| 33                                                   | 24 Nov 1996                                          | Trinidad en Tobago – Verenigde Staten                | 0–1                                                  | WK-kwalificatie                                      |                                                      |
| 34                                                   | 01 Dec 1996                                          | Costa Rica – Verenigde Staten                        | 2–1                                                  | WK-kwalificatie                                      |                                                      |
| 35                                                   | 15 Dec 1996                                          | Verenigde Staten – Costa Rica                        | 2–1                                                  | WK-kwalificatie                                      |                                                      |
| 36                                                   | 02 Mar 1997                                          | Jamaica – Verenigde Staten                           | 0–0                                                  | WK-kwalificatie                                      |                                                      |
| 37                                                   | 16 Mar 1997                                          | Verenigde Staten – Canada                            | 3–0                                                  | WK-kwalificatie                                      | Goal                                                 |
| 38                                                   | 20 Apr 1997                                          | Verenigde Staten – Mexico                            | 2–2                                                  | WK-kwalificatie                                      |                                                      |
| 39                                                   | 29 Jun 1997                                          | El Salvador – Verenigde Staten                       | 1–1                                                  | WK-kwalificatie                                      |                                                      |
| 40                                                   | 07 Sep 1997                                          | Verenigde Staten – Costa Rica                        | 1–0                                                  | WK-kwalificatie                                      |                                                      |
| 41                                                   | 03 Oct 1997                                          | Verenigde Staten – Jamaica                           | 1–1                                                  | WK-kwalificatie                                      |                                                      |
| 42                                                   | 09 Nov 1997                                          | Canada – Verenigde Staten                            | 0–3                                                  | WK-kwalificatie                                      |                                                      |
| 43                                                   | 24 Jan 1998                                          | Verenigde Staten – Zweden                            | 1–0                                                  | Vriendschappelijk                                    |                                                      |
| 44                                                   | 21 Feb 1998                                          | Verenigde Staten – Nederland                         | 0–2                                                  | Vriendschappelijk                                    |                                                      |
| 45                                                   | 25 Feb 1998                                          | België – Verenigde Staten                            | 2–0                                                  | Vriendschappelijk                                    |                                                      |
| 46                                                   | 22 Apr 1998                                          | Oostenrijk – Verenigde Staten                        | 0–3                                                  | Vriendschappelijk                                    |                                                      |
| 47                                                   | 24 May 1998                                          | Verenigde Staten – Koeweit                           | 2–0                                                  | Vriendschappelijk                                    | Goal                                                 |
| 48                                                   | 30 May 1998                                          | Verenigde Staten – Schotland                         | 0–0                                                  | Vriendschappelijk                                    |                                                      |
| 49                                                   | 15 Jun 1998                                          | Duitsland – Verenigde Staten                         | 2–0                                                  | WK-eindronde                                         |                                                      |
| 50                                                   | 21 Jun 1998                                          | Verenigde Staten – Iran                              | 1–2                                                  | WK-eindronde                                         |                                                      |
| 51                                                   | 25 Jun 1998                                          | Verenigde Staten – Joegoslavië                       | 0–1                                                  | WK-eindronde                                         |                                                      |
| 52                                                   | 13 Jun 1999                                          | Verenigde Staten – Argentinië                        | 1–0                                                  | Vriendschappelijk                                    |                                                      |
| 53                                                   | 24 Jul 1999                                          | Nieuw-Zeeland – Verenigde Staten                     | 1–2                                                  | FIFA Confederations Cup                              |                                                      |
| 54                                                   | 28 Jul 1999                                          | Brazilië – Verenigde Staten                          | 1–0                                                  | FIFA Confederations Cup                              |                                                      |
| 55                                                   | 30 Jul 1999                                          | Verenigde Staten – Duitsland                         | 2–0                                                  | FIFA Confederations Cup                              |                                                      |
| 56                                                   | 01 Aug 1999                                          | Mexico – Verenigde Staten                            | 1–0                                                  | FIFA Confederations Cup                              |                                                      |
| 57                                                   | 03 Jun 2000                                          | Verenigde Staten – Zuid-Afrika                       | 4–0                                                  | US Cup                                               | Goal                                                 |
| 58                                                   | 06 Jun 2000                                          | Verenigde Staten – Ierland                           | 1–1                                                  | US Cup                                               |                                                      |
| 59                                                   | 11 Jun 2000                                          | Verenigde Staten – Mexico                            | 3–0                                                  | US Cup                                               |                                                      |
| 60                                                   | 16 Jul 2000                                          | Guatemala – Verenigde Staten                         | 1–1                                                  | WK-kwalificatie                                      |                                                      |
| 61                                                   | 23 Jul 2000                                          | Costa Rica – Verenigde Staten                        | 2–1                                                  | WK-kwalificatie                                      | Goal                                                 |
| 62                                                   | 16 Aug 2000                                          | Verenigde Staten – Barbados                          | 7–0                                                  | WK-kwalificatie                                      | Goal                                                 |
| 63                                                   | 03 Sep 2000                                          | Verenigde Staten – Guatemala                         | 1–0                                                  | WK-kwalificatie                                      |                                                      |
| 64                                                   | 15 Nov 2000                                          | Barbados – Verenigde Staten                          | 0–4                                                  | WK-kwalificatie                                      | Goal                                                 |
| 65                                                   | 28 Feb 2001                                          | Verenigde Staten – Mexico                            | 2–0                                                  | WK-kwalificatie                                      | Goal                                                 |
| 66                                                   | 28 Mar 2001                                          | Honduras – Verenigde Staten                          | 1–2                                                  | WK-kwalificatie                                      | Goal                                                 |
| 67                                                   | 25 Apr 2001                                          | Verenigde Staten – Costa Rica                        | 1–0                                                  | WK-kwalificatie                                      |                                                      |
| 68                                                   | 16 Jun 2001                                          | Jamaica – Verenigde Staten                           | 0–0                                                  | WK-kwalificatie                                      |                                                      |
| 69                                                   | 20 Jun 2001                                          | Verenigde Staten – Trinidad en Tobago                | 2–0                                                  | WK-kwalificatie                                      | Goal                                                 |
| 70                                                   | 01 Jul 2001                                          | Mexico – Verenigde Staten                            | 1–0                                                  | WK-kwalificatie                                      |                                                      |
| 71                                                   | 01 Sep 2001                                          | Verenigde Staten – Honduras                          | 2–3                                                  | WK-kwalificatie                                      | Goal · Goal                                          |
| 72                                                   | 04 Sep 2001                                          | Costa Rica – Verenigde Staten                        | 2–0                                                  | WK-kwalificatie                                      |                                                      |
| 73                                                   | 07 Oct 2001                                          | Verenigde Staten – Jamaica                           | 2–1                                                  | WK-kwalificatie                                      |                                                      |
| 74                                                   | 10 Nov 2001                                          | Trinidad en Tobago – Verenigde Staten                | 0–0                                                  | WK-kwalificatie                                      |                                                      |
| 75                                                   | 13 Feb 2002                                          | Italië – Verenigde Staten                            | 1–0                                                  | Vriendschappelijk                                    |                                                      |
| 76                                                   | 27 Mar 2002                                          | Duitsland – Verenigde Staten                         | 4–2                                                  | Vriendschappelijk                                    |                                                      |
| 77                                                   | 17 Apr 2002                                          | Ierland – Verenigde Staten                           | 2–1                                                  | Vriendschappelijk                                    |                                                      |
| 78                                                   | 12 May 2002                                          | Verenigde Staten – Uruguay                           | 2–1                                                  | Vriendschappelijk                                    |                                                      |
| 79                                                   | 16 May 2002                                          | Verenigde Staten – Jamaica                           | 5–0                                                  | Vriendschappelijk                                    |                                                      |
| 80                                                   | 19 May 2002                                          | Verenigde Staten – Nederland                         | 0–2                                                  | Vriendschappelijk                                    |                                                      |
| 81                                                   | 05 Jun 2002                                          | Verenigde Staten – Portugal                          | 3–2                                                  | WK-eindronde                                         |                                                      |
| 82                                                   | 14 Jun 2002                                          | Polen – Verenigde Staten                             | 3–1                                                  | WK-eindronde                                         |                                                      |
| 83                                                   | 17 Jun 2002                                          | Mexico – Verenigde Staten                            | 0–2                                                  | WK-eindronde                                         |                                                      |
| 84                                                   | 21 Jun 2002                                          | Duitsland – Verenigde Staten                         | 1–0                                                  | WK-eindronde                                         |                                                      |
| 85                                                   | 29 Mar 2003                                          | Verenigde Staten – Venezuela                         | 2–0                                                  | Vriendschappelijk                                    |                                                      |
| 86                                                   | 08 May 2003                                          | Verenigde Staten – Mexico                            | 0–0                                                  | Vriendschappelijk                                    |                                                      |
| 87                                                   | 26 May 2003                                          | Verenigde Staten – Wales                             | 2–0                                                  | Vriendschappelijk                                    |                                                      |
| 88                                                   | 08 Jun 2003                                          | Verenigde Staten – Nieuw-Zeeland                     | 2–1                                                  | Vriendschappelijk                                    |                                                      |
| 89                                                   | 19 Jun 2003                                          | Verenigde Staten – Turkije                           | 1–2                                                  | FIFA Confederations Cup                              |                                                      |
| 90                                                   | 21 Jun 2003                                          | Brazilië – Verenigde Staten                          | 1–0                                                  | FIFA Confederations Cup                              |                                                      |
| 91                                                   | 23 Jun 2003                                          | Verenigde Staten – Kameroen                          | 0–0                                                  | FIFA Confederations Cup                              |                                                      |
| Als speler van D.C. United                           |                                                      |                                                      |                                                      |                                                      |                                                      |
| 92                                                   | 06 Jul 2003                                          | Verenigde Staten – Paraguay                          | 2–0                                                  | Vriendschappelijk                                    | Goal                                                 |
| 93                                                   | 12 Jul 2003                                          | Verenigde Staten – El Salvador                       | 2–0                                                  | CONCACAF Gold Cup                                    |                                                      |
| 94                                                   | 14 Jul 2003                                          | Verenigde Staten – Martinique                        | 2–0                                                  | CONCACAF Gold Cup                                    |                                                      |
| 95                                                   | 19 Jul 2003                                          | Verenigde Staten – Cuba                              | 5–0                                                  | CONCACAF Gold Cup                                    |                                                      |
| 96                                                   | 23 Jul 2003                                          | Verenigde Staten – Brazilië                          | 1–1                                                  | CONCACAF Gold Cup                                    |                                                      |
| 97                                                   | 26 Jul 2003                                          | Verenigde Staten – Costa Rica                        | 3–2                                                  | CONCACAF Gold Cup                                    | Goal                                                 |
| 98                                                   | 02 Jun 2004                                          | Verenigde Staten – Honduras                          | 4–0                                                  | Vriendschappelijk                                    |                                                      |
| 99                                                   | 13 Jun 2004                                          | Verenigde Staten – Grenada                           | 3–0                                                  | WK-kwalificatie                                      |                                                      |
| 100                                                  | 20 Jun 2004                                          | Grenada – Verenigde Staten                           | 2–3                                                  | WK-kwalificatie                                      |                                                      |
| 101                                                  | 18 Aug 2004                                          | Jamaica – Verenigde Staten                           | 1–1                                                  | WK-kwalificatie                                      |                                                      |

## Erelijst
Als speler
| MLS Cup | 1x | 2004 |

Persoonlijk
- Amerikaans voetballer van het jaar: 2001